# Марченково (озеро)
Марченково (ранее Ахолампи фин. Aholampi) — озеро в Выборгском районе Ленинградской области России. Также у озера есть неофициальные названия Голубое и Большое Голубое, так как овальная форма озера и обрамляющие его деревья образуют форму зеркала, а в ясную погоду оно приобретает голубой цвет. Озеро ранее называлось Ахолампи, но затем было переименовано в Марченково в память о старшем лейтенанте Марченко М. С.
В озере водятся плотва и окунь.
На берегу озеро расположен ДОЛ «Голубое озеро».

## География
Марченково расположено в 70,5 км к северо-западу от Санкт-Петербурга. Озеро расположено около автодороги Скандинавия. Лежит на высоте 42 м над уровнем моря. Вокруг озера находится лесной массив, состоящий преимущественно из сосны. Глубина в центре достигает 25-28 метров. Береговая линия песчаная. Озеро имеет плавучие острова.